# Entephria hahnearia
Entephria hahnearia är en fjärilsart som beskrevs av Carl Freiherr von Gumppenberg 1890. Entephria hahnearia ingår i släktet Entephria och familjen mätare. Inga underarter finns listade i Catalogue of Life.